# Stekene
Stekene es un municipio de la región de Flandes, en la provincia de Flandes Oriental, Bélgica.
En 2019 Stekene tenía una población total de 18.445 habitantes. La superficie total es de 44,80 kilómetros2 y una densidad de población de 412 habitantes por km².
Stekene es considerado como un oasis dentro de una Flandes industrializada, ya que gran parte de su territorio está constituido por bosques y terrenos agrícolas.
Stekene es limítrofe con Sint-Gillis-Waas, Sint-Niklaas y con Moerbeke, y al norte de Stekene se sitúa el municipio holandés de Hulst.
En 1968, la organización nacionalista flamenca Sint Maartensfonds adquirió una parcela de unos 6000 m² para convertirlo en el parque de la gloria de los flamencos que lucharon al lado de los nazis en las Waffen-SS.[cita requerida]

## Demografía

### Evolución
Todos los datos históricos relativos al actual municipio, el siguiente gráfico refleja su evolución demográfica, incluyendo municipios después de efectuada la fusión el 1 de enero de 1977.
| Gráfica de evolución demográfica de Stekene entre 1846 y 2019 |
|                                                               |

## Personajes ilustres
- Victor Leemans (1901–1971), presidente del Parlamento Europeo entre 1965 y 1966.